# رود ویژایخا (کولوا)
رود ویژایخا (انگلیسی: Vizhaikha) یک رودخانه در سرزمین پرم کشور روسیه است.